# Persone di nome Dejan
| Questa pagina contiene informazioni ricavate automaticamente dalle voci biografiche con l'ausilio del template Bio e di un bot. L'aggiornamento è periodico e automatico e ricostruisce completamente la pagina. Se manca una persona in questa lista, sei pregato di non aggiungerla, ma accertati piuttosto che la sua voce biografica contenga il template Bio e che i dati anagrafici siano correttamente compilati. Se il template Bio manca, inseriscilo tu stesso o, in alternativa, metti l'avviso {{tmp\|Bio}} che ne segnala la mancanza. Se i dati riportati sono sbagliati, correggi direttamente la voce biografica; le modifiche saranno visibili in questa lista entro pochi giorni. Per chiarimenti vedi il progetto antroponimi. La lista contiene solo le 93 persone che sono citate nell'enciclopedia e per le quali è stato implementato correttamente il template Bio. Pagina aggiornata al 16 ott 2024. |

Questa è una lista di persone presenti nell'enciclopedia che hanno il prenome Dejan, suddivise per attività principale.

## Allenatori di calcio(9)
- Dejan Babić, allenatore di calcio e ex calciatore serbo (Belgrado, n. 1989)
- Dejan Djuranović, allenatore di calcio e ex calciatore sloveno (n. 1968)
- Dejan Đurđević, allenatore di calcio e ex calciatore serbo (Lazarevac, n. 1967)
- Dejan Grabić, allenatore di calcio e ex calciatore sloveno (Novo Mesto, n. 1980)
- Dejan Petković, allenatore di calcio e ex calciatore serbo (Majdanpek, n. 1972)
- Dejan Raičković, allenatore di calcio e ex calciatore montenegrino (Titograd, n. 1967)
- Dejan Rađenović, allenatore di calcio e ex calciatore serbo (Belgrado, n. 1975)
- Dejan Stanković, allenatore di calcio e ex calciatore serbo (Belgrado, n. 1978)
- Dejan Vukićević, allenatore di calcio e ex calciatore montenegrino (Titograd, n. 1968)

## Allenatori di pallacanestro(4)
- Dejan Mihevc, allenatore di pallacanestro sloveno (n. 1978)
- Dejan Mijatović, allenatore di pallacanestro serbo (Čačak, n. 1968)
- Dejan Parežanin, allenatore di pallacanestro e ex cestista serbo (Zemun, n. 1971)
- Dejan Srzić, allenatore di pallacanestro serbo (n. 1960)

## Biatleti(1)
- Dejan Krsmanović, biatleta e fondista serbo (Titovo Užice, n. 1986)

## Calciatori(50)
- Dejan Bauman, ex calciatore sloveno (Maribor, n. 1970)
- Dejan Blagojević, calciatore serbo (Vlasotince, n. 1990)
- Dejan Blaževski, ex calciatore macedone (Skopje, n. 1985)
- Dejan Boljević, calciatore montenegrino (Cettigne, n. 1990)
- Dejan Čurović, calciatore serbo (Zemun, n. 1968 - Belgrado, † 2019)
- Dejan Damjanović, ex calciatore montenegrino (Mostar, n. 1981)
- Dejan Dimitrovski, ex calciatore macedone (n. 1979)
- Dejan Đenić, calciatore serbo (Čačak, n. 1986)
- Dejan Djermanović, calciatore sloveno (Lubiana, n. 1988)
- Dejan Dražić, calciatore serbo (Sombor, n. 1995)
- Dejan Georgijević, calciatore serbo (Belgrado, n. 1994)
- Dejan Glavica, calciatore croato (Varaždin, n. 1991)
- Dejan Govedarica, ex calciatore serbo (Zrenjanin, n. 1969)
- Dejan Hristov, calciatore bulgaro (Pavlikeni, n. 1983)
- Dejan Iliev, calciatore macedone (Strumica, n. 1995)
- Dejan Jaković, calciatore canadese (Karlovac, n. 1985)
- Dejan Janjatović, ex calciatore serbo (Slavonski Brod, n. 1992)
- Dejan Joveljić, calciatore serbo (Bijeljina, n. 1999)
- Dejan Karan, ex calciatore serbo (Novi Sad, n. 1988)
- Dejan Kelhar, ex calciatore sloveno (Brežice, n. 1984)
- Dejan Kerkez, calciatore serbo (Novi Sad, n. 1996)
- Dejan Kulusevski, calciatore svedese (Stoccolma, n. 2000)
- Dejan Lazarević, calciatore sloveno (Lubiana, n. 1990)
- Dejan Lekić, calciatore serbo (Kraljevo, n. 1985)
- Dejan Ljubicic, calciatore austriaco (Vienna, n. 1997)
- Dejan Lovren, calciatore croato (Zenica, n. 1989)
- Dejan Marijanovič, calciatore sloveno (San Pietro-Vertoiba, n. 1987)
- Dejan Meleg, calciatore serbo (Bački Jarak, n. 1994)
- Dejan Mezga, calciatore croato (Vezni, n. 1985)
- Dejan Milovanović, ex calciatore serbo (Belgrado, n. 1984)
- Dejan Mitrev, calciatore macedone (Strumica, n. 1988)
- Dejan Nemec, ex calciatore sloveno (Murska Sobota, n. 1977)
- Dejan Ognjanović, ex calciatore montenegrino (Cattaro, n. 1978)
- Dejan Parađina, calciatore serbo (Pančevo, n. 1999)
- Dejan Pavlovic, ex calciatore svedese (Helsingborg, n. 1971)
- Dejan Petrovič, calciatore sloveno (n. 1998)
- Dejan Radonjić, calciatore tedesco (Tettnang, n. 1990)
- Dejan Rusič, ex calciatore sloveno (Brežice, n. 1982)
- Dejan Rusmir, ex calciatore serbo (Belgrado, n. 1980)
- Dejan Školnik, ex calciatore sloveno (Kranj, n. 1989)
- Dejan Sorgić, calciatore serbo (Knin, n. 1989)
- Dejan Stefanović, ex calciatore serbo (Niš, n. 1974)
- Dejan Stojanović, calciatore macedone (Feldkirch, n. 1993)
- Dejan Trajkovski, calciatore sloveno (Maribor, n. 1992)
- Dejan Vokić, calciatore sloveno (Lubiana, n. 1996)
- Dejan Vukomanović, calciatore bosniaco (Tuzla, n. 1990)
- Dejan Zarubica, calciatore montenegrino (Nikšić, n. 1993)
- Dejan Žigon, ex calciatore sloveno (San Pietro-Vertoiba, n. 1989)
- Dejan Zukić, calciatore serbo (Bački Jarak, n. 2001)
- Dejan Đokić, calciatore svizzero (Walenstadt, n. 2000)

## Cestisti(17)
- Dejan Bodiroga, ex cestista e dirigente sportivo serbo (Zrenjanin, n. 1973)
- Dejan Borovnjak, cestista serbo (Tenin, n. 1986)
- Dejan Čigoja, cestista sloveno (Lubiana, n. 1988)
- Dejan Davidovac, cestista serbo (Zrenjanin, n. 1995)
- Dejan Ivanov, ex cestista bulgaro (Varna, n. 1986)
- Dejan Janjić, cestista serbo (Novi Sad, n. 1995)
- Dejan Jovanovski, ex cestista macedone (Skopje, n. 1973)
- Dejan Koturović, ex cestista jugoslavo (Belgrado, n. 1972)
- Dejan Kovačević, cestista tedesco (Monaco di Baviera, n. 1996)
- Dejan Kravić, cestista serbo (Mostar, n. 1990)
- Dejan Luković, ex cestista serbo (n. 1985)
- Dejan Milojević, cestista e allenatore di pallacanestro serbo (Belgrado, n. 1977 - Salt Lake City, † 2024)
- Dejan Musli, cestista serbo (Prizren, n. 1991)
- Dejan Radonjić, ex cestista e allenatore di pallacanestro montenegrino (Titograd, n. 1970)
- Dejan Todorović, cestista bosniaco (Mrkonjić Grad, n. 1994)
- Dejan Tomašević, ex cestista serbo (Belgrado, n. 1973)
- Dejan Vasiljevic, cestista australiano (Calgary, n. 1997)

## Dirigenti sportivi(1)
- Dejan Savićević, dirigente sportivo, allenatore di calcio e ex calciatore jugoslavo (Titograd, n. 1966)

## Filologi(1)
- Dejan Ajdačić, filologo serbo (Belgrado, n. 1959)

## Giavellottisti(1)
- Dejan Mileusnić, giavellottista bosniaco (Zenica, n. 1990)

## Giocatori di calcio a 5(1)
- Dejan Bizjak, giocatore di calcio a 5 sloveno (Celje, n. 1988)

## Pallanuotisti(2)
- Dejan Dabović, pallanuotista e allenatore di pallanuoto jugoslavo (Castelnuovo, n. 1944 - Belgrado, † 2020)
- Dejan Savić, ex pallanuotista e allenatore di pallanuoto serbo (Belgrado, n. 1975)

## Pallavolisti(4)
- Dejan Bojović, ex pallavolista serbo (Smederevska Palanka, n. 1983)
- Dejan Brđović, pallavolista e allenatore di pallavolo serbo (Kraljevo, n. 1966 - Belgrado, † 2015)
- Dejan Radić, pallavolista serbo (Bijeljina, n. 1984)
- Dejan Vinčić, pallavolista sloveno (Slovenj Gradec, n. 1986)

## Poeti(1)
- Dejan Stojanović, poeta, scrittore e saggista serbo (Peć, n. 1959)

## Taekwondoka(1)
- Dejan Georgievski, taekwondoka macedone (Skopje, n. 1999)